# KAB 600ステーション
『KAB 600ステーション』（ケイエービー ろくまるステーション）は、1989年10月2日から1991年3月29日まで1年半、熊本朝日放送 (KAB) が生放送していた熊本県向けの夕方6時台ローカルワイドニュース番組である（テレビ朝日発の全国ニュース『600ステーション』の熊本県ローカルパート扱い）。

## 番組概要
- KABの開局翌日に放送開始。同局夕方のローカルニュースワイドの第1号であり、平成新局による夕方6時台ニュース番組の第1号でもある。

- 番組はテレビ朝日発の『600ステーション ANN』を放送した後、18:30から18:42まで熊本県内の最新ニュースを放送。

- 18:42からは天気予報及びミニ番組『KABウェザーボイス』を放送していた。CM前には画面下に「つづいて熊本から KAB 600ステーション」と表示していた。

- 1990年10月6日には、土曜と日曜に放送の週末版『KAB 530ステーション』もスタートした。しかし、こちらは『ANN 530ステーション』の熊本県ローカルパート扱いであり、放送時間も平日版とは異なっていた。

- 番組はその後、『600ステーション』が1991年春の改編で『ステーションEYE』へリニューアルするのに合わせて同タイトルでの放送を終了。 同年4月1日から1993年4月2日までは『ステーションEYEくまもと』と題して放送されていた。なお、週末版はその後も1993年3月28日まで同じタイトルで放送され続けた。

## 放送時間
| 期間      | 期間      | 放送時間（JST）           | 放送時間（JST）           |
| 期間      | 期間      | KAB 600ステーション       | KAB 530ステーション       |
| --------- | --------- | ------------------------- | ------------------------- |
| 1989.10.2 | 1990.9.28 | 月曜 - 金曜 18:00 - 18:42 | （放送無し）              |
| 1990.10.1 | 1991.3.31 | 月曜 - 金曜 18:00 - 18:42 | 土曜 - 日曜 17:30 - 18:00 |
| 1991.4.1  | 1993.3.28 | （放送終了）              | 土曜 - 日曜 17:30 - 18:00 |

## メインキャスター

### KAB 600ステーション
- 柿原信也（当時KABアナウンサー） - 1989年10月2日から1990年9月28日まで出演。
- 小出史（当時KABアナウンサー） - 1990年10月1日から1991年3月29日まで出演。後番組『ステーションEYEくまもと』にも続投出演。

### KAB 530ステーション
- KABアナウンサーがシフト勤務制で担当。